# Половинка (Свердловская область)
Половинка — деревня Нижнесергинского района Свердловской области России, входит в состав муниципального образования «Нижнесергинское городское поселение». 

## География
Деревня Половинка муниципального образования «Нижнесергинский муниципальный район», входит в состав муниципального образования «Нижнесергинское городское поселение», расположена в 13 километрах (по автотрассе в 15 километрах) к югу-юго-западу от города Нижние Серги, на берегах реки Серга (левый приток реки  Уфа) и на берегах реки Демид. Через деревню проходит автотрасса Нижние Серги – Михайловск. В полукилометре к востоку от деревни расположен железнодорожный остановочный пункт о.п.298 км Свердловской железной дороги.

## Население
| 2002 | 2010 | 2021 |
| ---- | ---- | ---- |
| 84   | ↘64  | ↘39  |